# Mikhail Kountras
Mikhail Kountras (em grego:  Μιχαήλ Κουντρας, nascido em 31 de janeiro de 1952) é um ex-ciclista grego. Ele competiu em três eventos nos Jogos Olímpicos de Verão de 1976, em Montreal.